# موكب

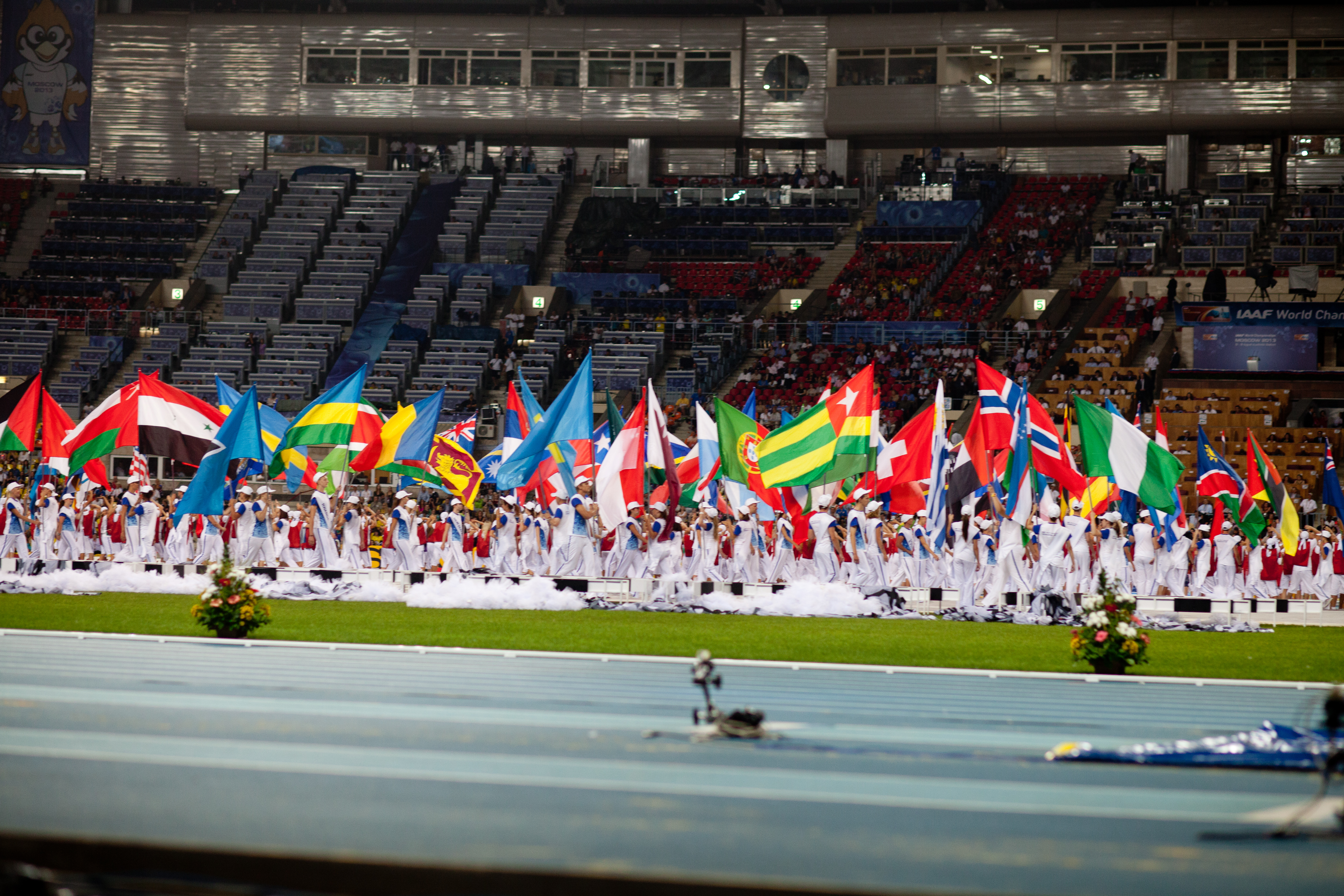
أبطال العالم لألعاب القوى 2013 في موكب استعراضي امام الجمهور

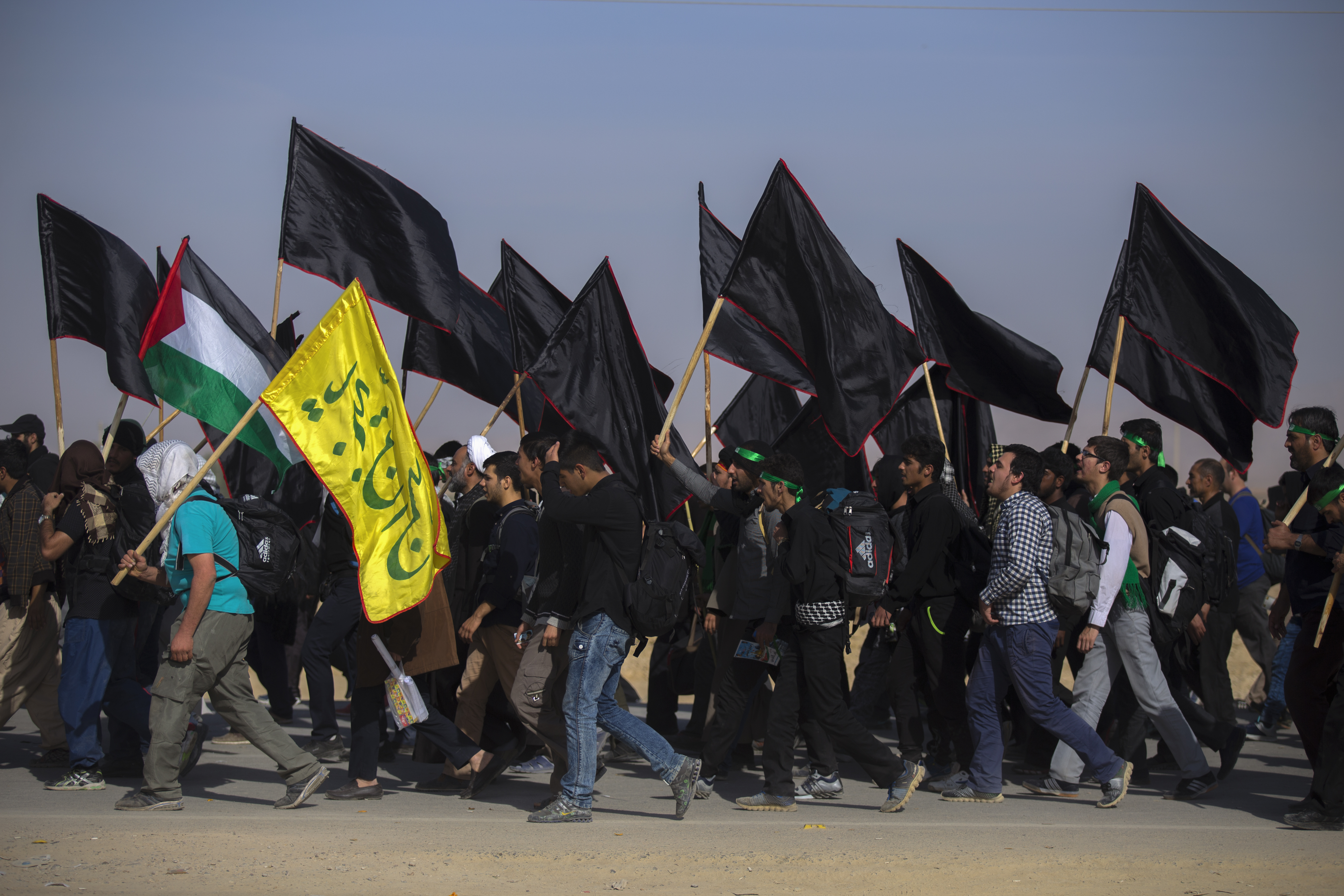
موكب ديني من الزوار الإيرانيين متجه إلى كربلاء لإحياء ذكرى وفاة الحسين بن علي ضمن مراسم زيارة الأربعين.

موكب أو إستعراض أو مسيرة، هو موكب من الناس يسيرون استعراضياً امام جمهور للتعبير عن شيء ما، عادة يحدث في شارع، أو بزي خاص، أو في ملعب.